# New Britain Township
New Britain Township est un township, situé dans le comté de Bucks, en Pennsylvanie, aux États-Unis,. En 2010, le township comptait une population de 11 070 habitants. Il est fondé en 1723 et son siège est situé à Chalfont.

## Démographie
Lors du recensement de 2010, le township comptait une population de 11 070 habitants. Elle est estimée, en 2016, à 11 199 habitants.

### Source de la traduction
- (en) Cet article est partiellement ou en totalité issu de l’article de Wikipédia en anglais intitulé « New Britain Township, Bucks County, Pennsylvania » (voir la liste des auteurs).